# Yosef Sprinzak

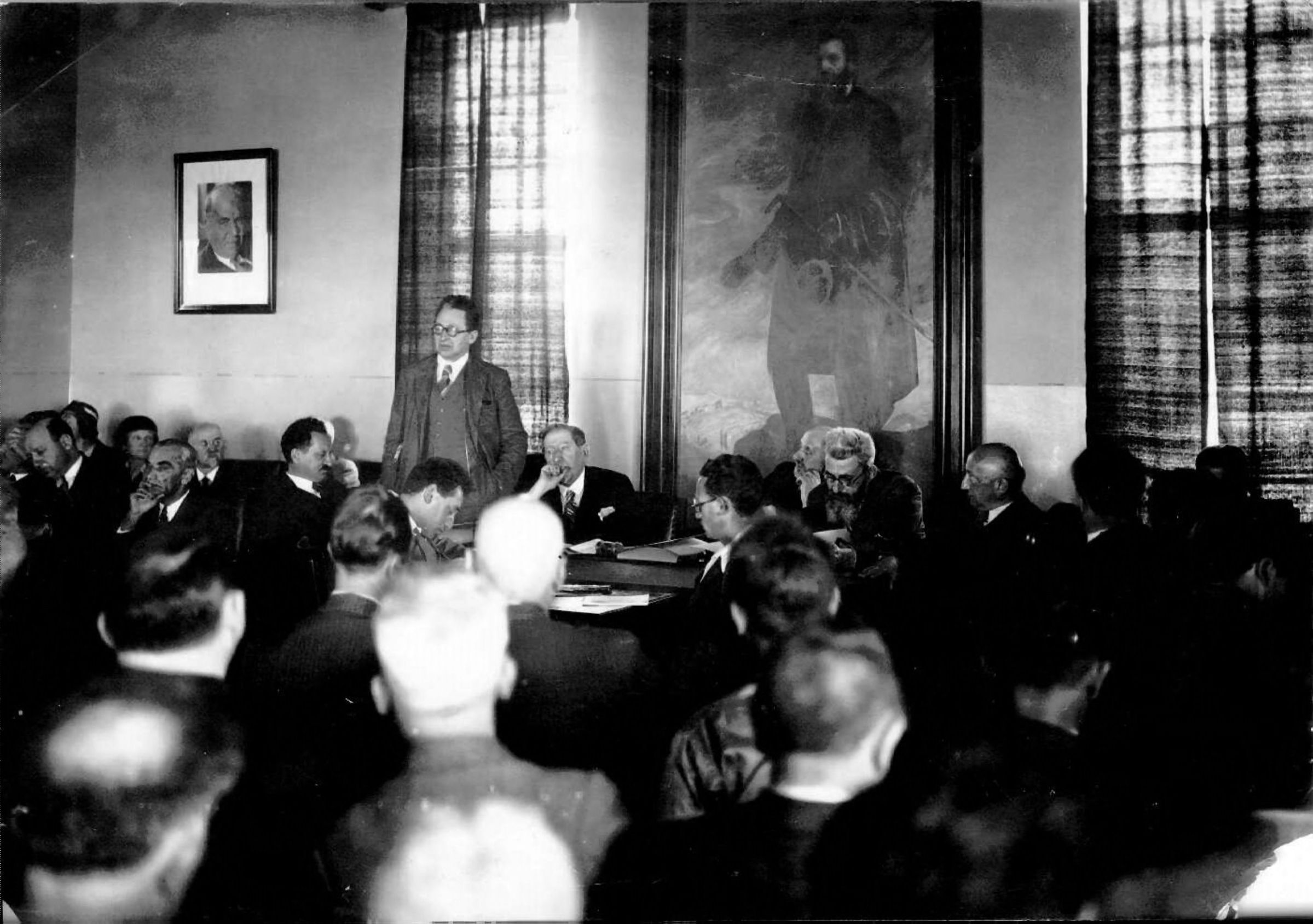
Yitzhak Ben-Zvi, Presidente del Comité Nacional, se dirige a la Reunión del Consejo General Sionista en Jerusalén. De derecha a izquierda: I. Rupaisen, Ben-Zion Mossinson, H. Farbstein, Nahum Sokolow, Yitzhak Ben-Zvi, Yosef Sprinzak, IL Goldberg, Shmaryahu Levin, Eliezer Kaplan (1935)

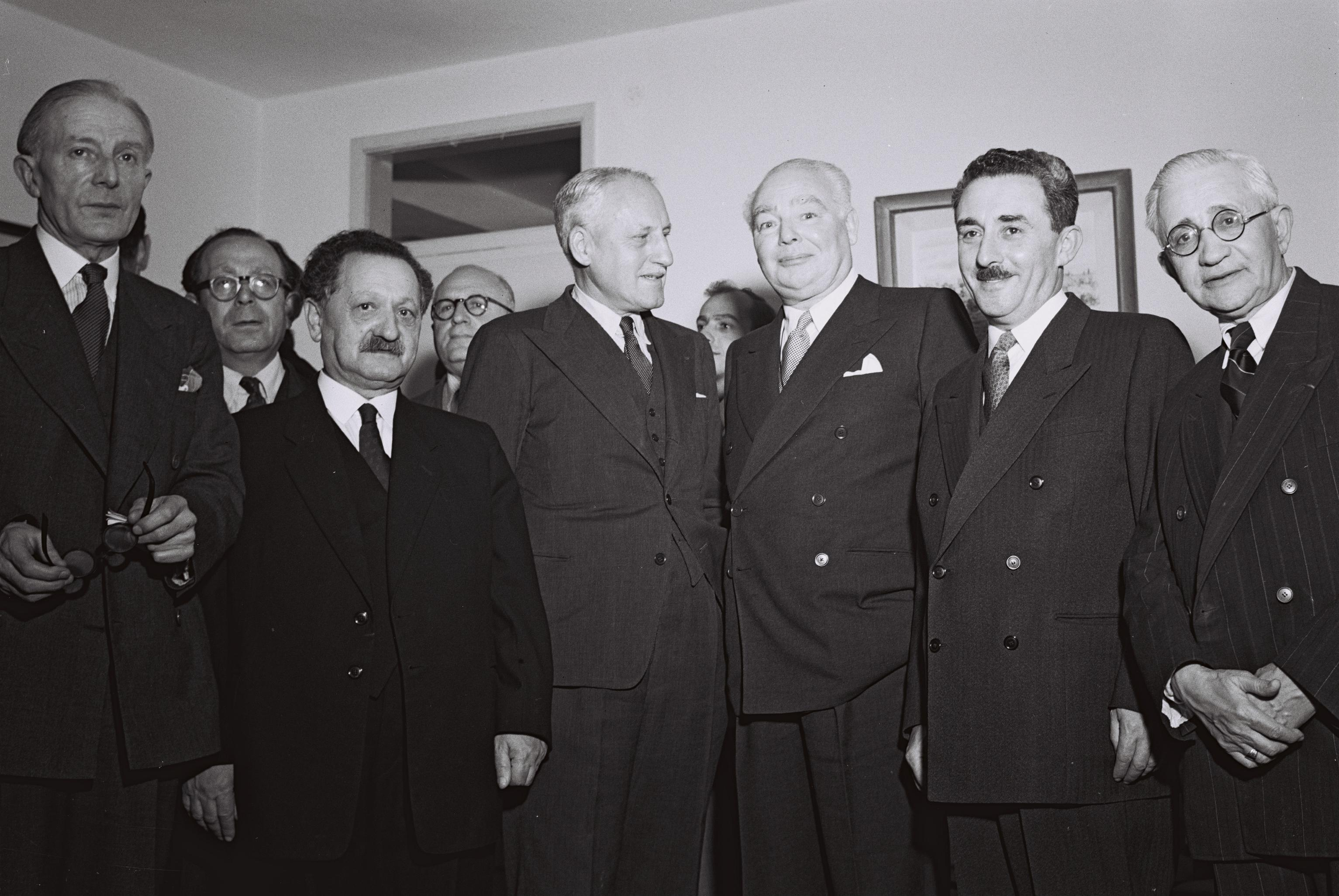
De izquierda a derecha: WG Hall, Moshe Rosetti, Yosef Sprinzak, Alexander Knox Helm, Leslie Hore-Belisha y Moshe Sharett en la Knesset, 1951

Yosef Sprinzak (en hebreo: יוֹסֵף שְׁפְּרִינְצָק‎); (8 de diciembre de 1885 - 28 de enero de 1959) fue un destacado activista sionista de la primera mitad del siglo XX, político israelí y el primer presidente de la Knesset, cargo que ocupó desde 1949 hasta su muerte en 1959.

## Biografía
Yosef Sprinzak nació en Moscú, Rusia, pero luego de la expulsión de los judíos en 1891 se mudó con su familia a Kishinev, donde fue uno de los fundadores de Tze'irei Zion (Juventud de Sion). Comenzó la escuela de medicina en la Universidad Americana de Beirut en 1908 y se instaló en Eretz Israel en 1910, durante la Segunda Aliya (1904-1914).
Junto con Eliezer Kaplan, Sprinzak encabezó Hapoel Hatzair ("El joven trabajador"), una facción socialista sionista formada en 1905 y una de las organizaciones que se consolidaron para formar Mapai en 1930. Sus miembros eran probritánicos y apoyaban a Jaim Weizmann. Fue uno de los fundadores de la Histadrut en 1920 y actuó como secretario general de la organización desde 1945 hasta 1949.
Su hijo Yair Sprinzak también sirvió en la Knesset. Otro hijo, Aharon David Sprinzak, piloto de la Fuerza Aérea israelí, murió en acción durante la Guerra de Independencia de Israel. Su nieto, Ehud Sprinzak (1940-2002) fue uno de los principales expertos de Israel en contraterrorismo y grupos judíos de extrema derecha.

## Carrera política
Sprinzak fue elegido para el cargo de presidente del parlamento provisional el 15 de julio de 1948, cargo en el que ayudó a sentar las bases del parlamentarismo de Israel. Fue elegido miembro de la primera Knesset en 1949 como miembro del Mapai y se desempeñó como presidente del nuevo organismo. Fue reelegido y permaneció como orador tanto en la segunda como en la tercera Knesset.
Como parte de su papel como orador, Sprinzak se convirtió en presidente interino de Israel cuando Jaim Weizmann enfermó el 12 de diciembre de 1951. Después de la muerte de Weizmann el 9 de noviembre de 1952, Sprinzak se desempeñó como presidente interino hasta la toma de posesión de Yitzhak Ben-Zvi el 10 de diciembre de 1952.